# Sumburgh Head
Sumburgh Head är en udde i Storbritannien.   Den ligger i kommunen Shetlandsöarna och riksdelen Skottland, i den norra delen av landet, 900 km norr om huvudstaden London. Sumburgh Head ligger på ön Mainland.
Terrängen inåt land är huvudsakligen platt, men åt nordväst är den kuperad. Havet är nära Sumburgh Head söderut.  Närmaste större samhälle är Sandwick, 16,3 km norr om Sumburgh Head. 